# 首阳山辨碑
首阳山辨碑，位于中国甘肃省渭源县，为一个省级文物保护单位，类型为石窟寺及石刻。
首阳山辨碑的历史年代为明代。